# Manoir de la Maldemeure
Le manoir de la Maldemeure est un manoir situé à Champigné, en France.

## Localisation
Le manoir est situé dans le département français de Maine-et-Loire, sur la commune de Champigné.

## Historique
L'édifice est inscrit au titre des monuments historiques en 2006.